# Famille Rubini
 (août 2024).
Pour l’article ayant un titre homophone, voir Rubini.
La famille Rubini est une famille patricienne de Venise, originaire de Bergame.

## Historique
La famille famille Rubini est originaire de Bergame. Elle s'installe ensuite à Asolo, avant de s'établir au Cannaregio (campo San Marcilian) au XIVe siècle. Active dans la soie, elle fut agrégée à la noblesse vénitienne le 14 août 1646 par paiement de la taxe ad hoc après trois siècles de bourgeoisie. 
- Giambattista Rubini, évêque de Vicence et petit-fils du pape, fut créé cardinal le 13 février 1690 par Alexandre VIII, issu de la famille alliée des Ottoboni.

La branche patricienne s'éteignit, entre 1734 et 1759, avec soit Giovanni di Camillo Rubini, provéditeur des banques, soit son frère Antonio. Leur sœur, mariée à Giovanni de Bragadin hérita en 1696 du patrimoine. En 1700, un descendant de la branche non patricienne de la famille, Osvaldo Rubini s'établit à Teglio Veneto pour y poursuivre l'activité de famille dans le domaine de la soie. Son fils Pietro (°1744), partit à Udine, y ouvrant de nombreuses filatures en Frioul et devenant un des principaux fournisseurs de la cour des Habsbourg. 
Le gouvernement autrichien impérial ne confirma pas la noblesse de cette maison. Cependant, Domenico Rubini, descendant des précédents, reçut le titre de comte en 1814. Le petit-fils de ceux-ci, son homonyme fut décoré par le roi Victor-Emmanuel III des écriteaux de Cavalier des Saints Maurice et Lazare et de Grand Officiel de l'ordre de la Couronne d'Italie.
Les descendants de ces derniers vivent toujours au Frioul.

## Armes

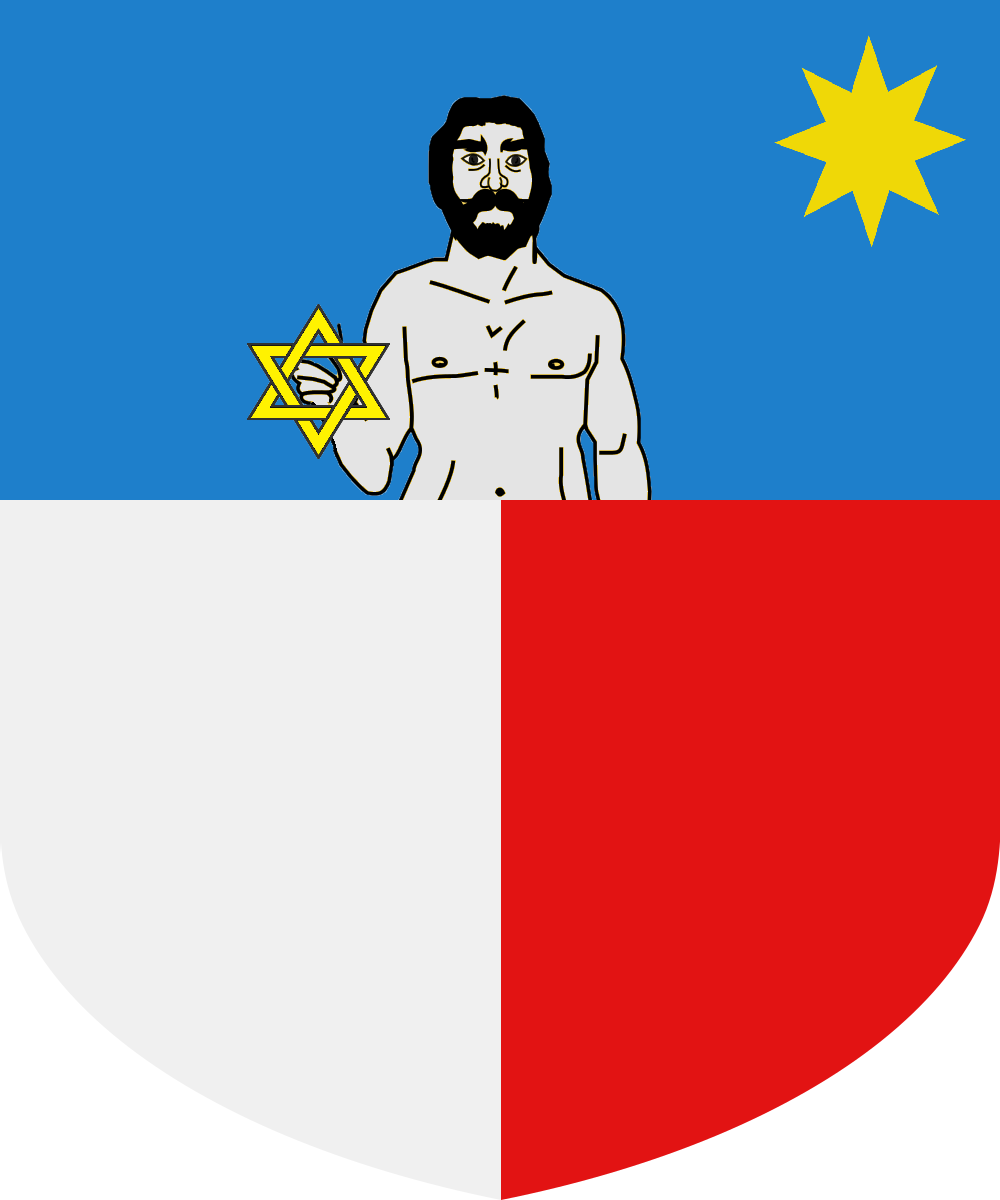
armes des Rubini (Venise)

Les armes des Rubini se blasonnent ainsi coupé, au 1, d'azur, à un buste d'homme d'argent, tenant un double triangle entrelacé d'or, et senestré d'une étoile (8) du même, au 2, parti d'argent et de gueules.

## Demeures
- Palais Rubini